# Klarise
Klarise (latinsko Muniales secundi ordinis S. Francisci Assisiensis, slovensko redovnice drugega reda sv. Frančiška Asiškega, kratica OSC, tudi red ubogih sester sv. Klare) je kontemplativni katoliški cerkveni red,  ki ga je skupaj s sv. Klaro Asiško leta 1212 ustanovil sv. Frančišek Asiški.
Prvo vodilo reda je leta 1253 potrdil papež Inocenc IV., drugega, omiljenega, pa leta 1263 papež Urban IV.
Klarise živijo v strogi klavzuri, nosijo rjavo kleriško obleko in črno naglavno ruto. Namen reda je življenje po evangeliju, popolno uboštvo in sestrsko občestvo. Vsak samostan klaris je samostojen, vendar je pod jurisdikcijo lokalnega škofa. Za določen čas ga vodi izvoljena opatinja.

## Klarise na Slovenskem
V Sloveniji so klarise delovale od konca 13. stoletja, in sicer v Mekinjah pri Kamniku od 1300, v Kopru od 1301, Škofji Loki od 1358, v Ljubljani pa od srede 17. stoletja. Red je dal razpustiti cesar Jožef II. v duhu razsvetljenskih reform. 
Od leta 1978 klarise spet živijo v svojem samostanu v Nazarjah, pa tudi v Dolnicah (Ljubljana - Podutik) in v Turnišču v Prekmurju.